# Les Salutations
Les Salutations est un sketch d'Eugène Ionesco écrit en 1950.

## Argument
Trois hommes, à la suite de la question « Comment allez-vous ? », se saluent continuellement par le biais de différents adverbes répondant chacun aux politesses de leur interlocuteur. En règle générale, chaque comédien réplique par un adverbe suivi par « Et vous ? ». Interviennent également plusieurs spectateurs commentant le propos des personnages sur scène. La pièce se termine sur déluge de « Et vous ? » conclu par la réplique du Premier Monsieur, « Nous allons merveilleusement, nous nous portons ionescamment ! », suivie d'un commentaire du Quatrième Spectateur (qui n’existe pas), « J’en étais sûr. Le dernier mot était prévu. ».